# Overruled!
Overruled!, (Código Cooper en España y Overruled! Corte Juvenil en Hispanoamérica) es una serie de Family Channel y Disney Channel que transcurre en un instituto en el que hay problemas entre los alumnos, y para solucionarlos recurren al tribunal del instituto, en el que preside la jueza Tara. Fue estrenada el 10 de julio de 2009 en Reino Unido y el 13 de septiembre en Canadá.

## Argumento
La serie se centra en Jared "Coop" Cooper (Jacob Kraemer) y en sus amigos: Russell "Rusty" Dougal (Nick Spencer), un excéntrico estudiante de intercambio escocés, Kaleigh Stewart (Sally Taylor-Isherwood), una de los abogados en la corte adolescente, y Tara Bohun (Jasmine Richards), la jueza en la corte adolescente.
Cuando la corte adolescente empieza la sesión, Tara es la jueza, Rusty es el secretario, y Kaeligh y Coop son los abogados.

## Personajes principales
| Personaje              | Actor/Actriz           | Argumento del personaje |
| ---------------------- | ---------------------- | --- |
| Jared "Coop" Cooper    | Jacob Kraemer          | Coop, 15, es moderno, divertido, articular encantador que nunca pensó que voluntariamente particiaria en las actividades extraescolares que no se relacionaron sus ocupaciones favoritas: tocar la batería, la práctica de deportes y las chicas. Pero durante su primera semana de décimo curso, Coop acepta uno de los puestos de abogado en el tribunal de adolescentes de Banting High y descubre su encanto y la confianza de hacer de él un natural para el trabajo legal. A medida que avanza la serie se nota que Coop se siente atraído por Kaleigh.                                    |
| Kaleigh Stewart        | Sally Taylor-Isherwood | En el tribunal, Kaleigh, 15, es super-eficiente y super-seria. Fuera del tribunal, a ella le gusta pensar que afloja a Coop, pero sería afirmar lo contrario. Por supuesto, cuando llega Kaleigh, Coop siempre sostiene lo contrario. Kaleigh adora su trabajo de abogada porque es en el único sitio en el que siente que lleva completamente el control. Ella sabe perfectamente lo que quiere hacer, que decir y como actuar. Fuera de la corte, está tan confundida acerca de las reglas de ser un adolescente como cualquiera. Durante la serie se nota Kaleigh se siente atraída por Coop. |
| Russell "Rusty" Dougal | Nick Spencer           | Ser el secretario de la corte es un asunto serio para Rusty, 15 años, que enreda con confianza su camino a través de todos los procedimientos judiciales. El trabajo de Rusty sirve para asegurarse de que las cosas funcionen bien en la sala y, para sorpresa de todos, a menudo tiene éxito. Rusty se enorgullece de su corte, pero una vez que la corte está fuera del período de sesiones acaba, empieza otro adolescente torpe en la sala. También es conocido por ser leal, una cualidad popular para el pueblo escocés.                                                                  |
| Tara Bohun             | Jasmine Richards       | Tara, 15, es la juez de Banting High más feliz y despreocupada. Aunque puede parecer ilógico y atolondrado, su manera indirecta de ver las cosas siempre conduce a que los veredictos den en el clavo. Hablando con Tara, uno nunca sabe que su lógica retorcida y extravagante se traducen en decisiones de tribunales, que en realidad muestran una gran comprensión y claridad, y que debajo de su ropa de moda se esconde una mente legal afilados que llama las cosas como ella las ve. |
| Linda Cooper           | Tammy Isbell           | La madre de Coop es tan normal como cualquier mamá. Ella y Gil, su marido, siempre quieren lo mejor para sus hijos. |
| Gil Cooper             | Tom Barnett            | El padre de Coop es tan normal como cualquier otro papá. |
| Jordana 'Jordy' Cooper | Sara Waisglass         | Jordy, la hermana pequeña de Coop, le gusta meterse con su hermano como una hermana pequeña normal. Ella es conocida por ser muy brillante para su edad, pero también tiene una buena amistad con sus compañeros. En un episodio, Jordy estaba interesada por un chico, pero no se sabe si se ha interesado en otros chicos. |

## Episodios
| Temporadas        | Episodios | Primera transmisión                      | Última transmisión                      |
| ----------------- | --------- | ---------------------------------------- | --------------------------------------- |
| Primera Temporada | 22        | Estados Unidos: 13 de septiembre de 2009 | Estados Unidos: 19 de noviembre de 2009 |

## Curiosidades
En Reino Unido, Jared 'Coop' Cooper es acreditado como Josh Cooper, se desconoce por qué, aunque su nombre se mencione muchas veces en la serie.
La casa de Coop es la misma casa de Sadie Hawthorne en la serie de Disney, Naturally, Sadie. Jacob Kraemer y Jasmine Richards también aparecieron en Naturally, Sadie

## Emisión en el mundo
La serie comenzó a emitirse en España, Países Bajos & Bélgica en 2009 y primavera de 2010 respectivamente en Disney Channel.
y en Latinoamérica, se transmitió por Boomerang Latinoamérica.

## Lugar de filmación
Se rueda en Riverdale Collegiate Institute en Toronto, Ontario.